# Sirumugai
Sirumugai è una suddivisione dell'India, classificata come town panchayat, di 19.475 abitanti, situata nel distretto di Coimbatore, nello stato federato del Tamil Nadu. In base al numero di abitanti la città rientra nella classe IV (da 10.000 a 19.999 persone).

## Geografia fisica
La città è situata a 11° 21' 07 N e 76° 59' 48 E.

## Società

### Evoluzione demografica
Al censimento del 2001 la popolazione di Sirumugai assommava a 19.475 persone, delle quali 9.905 maschi e 9.570 femmine. I bambini di età inferiore o uguale ai sei anni assommavano a 1.775, dei quali 907 maschi e 868 femmine. Infine, coloro che erano in grado di saper almeno leggere e scrivere erano 13.559, dei quali 7.525 maschi e 6.034 femmine.